# NBA 1966/67
Die NBA-Saison 1966/67 war die 21. Saison der National Basketball Association (NBA). Sie begann am Sonnabend, den 15. Oktober 1966, und endete regulär nach 405 Spielen am Sonntag, den 19. März 1967. Die Postseason begann am Dienstag, den 21. März, und endete am Montag, den 24. April, mit 4—2 Finalsiegen der Philadelphia 76ers über die San Francisco Warriors.

## Saisonnotizen
- Chicago bekam ein drittes Franchise, das endlich Wurzeln schlagen sollte: Die Chicago Bulls. Dadurch wechselten die Baltimore Bullets in die Eastern Division und die Anzahl der Saisonbegegnungen wurde auf 81 erhöht. Somit traf man auf jeden Gegner insgesamt neunmal. Gleichzeitig änderte sich der Playoffs-Turnierbaum. Die Divisionsmeister hatten nicht länger ein Freilos in der ersten Runde.[1]
- Die Umwälzungen der Liga betrafen auch den Territorial pick, der beginnend mit dieser Draft abgeschafft wurde. Erster Draft-Pick in der NBA-Draft 1966 wurde Wolverine Cazzie Russell von der University of Michigan für die New York Knickerbockers.[2]
- Das 17. All-Star-Game fand am Dienstag, den 10. Januar 1967, vor 13.972 Zuschauern im Cow Palace von San Francisco, Kalifornien statt. Fred Schaus’ Western All-Stars besiegten Red Auerbachs Eastern All-Stars mit 135—120. All-Star Game MVP wurde Rick Barry von den San Francisco Warriors.[3]
- Mit 68 Siegen und 13 Niederlagen – so viel und so wenig wie nie – kamen die Philadelphia 76ers auf eine Siegquote von 84 %. Diese Quote wurde seitdem erst viermal übertroffen, zuletzt 2016 von den Golden State Warriors (Stand: 2020).
- Den New York Knicks gelang das bislang größte Comeback: Nach einem Rückstand von 27 Punkten beim Stande von 14—41 am 8. Januar 1967 bei den Los Angeles Lakers siegten sie noch mit 121—118.

## Abschlusstabellen
Pl. = Rang,  = Für die Playoffs qualifiziert, Sp = Anzahl der Spiele, S—N = Siege—Niederlagen, % = Siegquote (Siege geteilt durch Anzahl der bestrittenen Spiele), GB = Rückstand auf den Führenden der Division in der Summe von Sieg- und Niederlagendifferenz geteilt durch zwei, Heim = Heimbilanz, Ausw. = Auswärtsbilanz, Neutr. = Bilanz auf neutralem Boden, Div. = Bilanz gegen die Divisionsgegner

### Eastern Division
| Pl. | Mannschaft              | Sp | S—N   | %    | GB | Heim  | Ausw. | Neutr. | Div.  |
| --- | ----------------------- | -- | ----- | ---- | -- | ----- | ----- | ------ | ----- |
| 1.  | Philadelphia 76ers      | 81 | 68—13 | .840 | —  | 28—20 | 26—80 | 14—30  | 28—80 |
| 2.  | Boston Celtics          | 81 | 60—21 | .741 | 8  | 27—40 | 25—11 | 08—60  | 30—60 |
| 3.  | Cincinnati Royals       | 81 | 39—42 | .481 | 29 | 20—11 | 12—24 | 07—70  | 14—22 |
| 4.  | New York Knickerbockers | 81 | 36—45 | .444 | 32 | 20—15 | 09—24 | 07—60  | 11—25 |
| 5.  | Baltimore Bullets       | 81 | 20—61 | .247 | 48 | 12—20 | 03—30 | 05—11  | 07—29 |

### Western Division
| Pl. | Mannschaft               | Sp | S—N   | %    | GB | Heim  | Ausw. | Neutr. | Div.  |
| --- | ------------------------ | -- | ----- | ---- | -- | ----- | ----- | ------ | ----- |
| 1.  | 0San Francisco Warriors0 | 81 | 44—37 | .543 | —  | 18—10 | 11—19 | 15—80  | 24—12 |
| 2.  | St. Louis Hawks          | 81 | 39—42 | .481 | 5  | 18—11 | 12—21 | 09—10  | 21—15 |
| 3.  | Los Angeles Lakers       | 81 | 36—45 | .444 | 8  | 21—18 | 12—20 | 03—70  | 13—23 |
| 4.  | Chicago Bulls            | 81 | 33—48 | .407 | 11 | 17—19 | 09—17 | 07—12  | 17—19 |
| 5.  | Detroit Pistons          | 81 | 30—51 | .370 | 14 | 12—18 | 09—19 | 09—14  | 15—21 |

## Ehrungen
- Most Valuable Player 1966/67: Wilt Chamberlain, Philadelphia 76ers
- Rookie of the Year 1966/67: Dave Bing, Detroit Pistons
- Coach of the Year 1966/67: Red Kerr, Chicago Bulls
- All-Star Game MVP 1967: Rick Barry, San Francisco Warriors

| - All-NBA First Team: - Rick Barry, San Francisco Warriors - Elgin Baylor, Los Angeles Lakers - Wilt Chamberlain, Philadelphia 76ers - Oscar Robertson, Cincinnati Royals - Jerry West, Los Angeles Lakers | - All-NBA Second Team: - Willis Reed, New York Knickerbockers - Jerry Lucas, Cincinnati Royals - Bill Russell, Boston Celtics - Hal Greer, Philadelphia 76ers - Sam Jones, Boston Celtics |
| - All-Rookie Team: - Lou Hudson, St. Louis Hawks - Jack Marin, Baltimore Bullets - Erwin Mueller, Chicago Bulls - Cazzie Russell, New York Knickerbockers - Dave Bing, Detroit Pistons                     | |

## Führende Spieler in Einzelwertungen
| Kategorie       | Spieler          | Mannschaft             | Wert   |
| --------------- | ---------------- | ---------------------- | ------ |
| Punkte          | Rick Barry       | San Francisco Warriors | 2775   |
| Wurfquote †     | Wilt Chamberlain | Philadelphia 76ers     | 68,3 % |
| Freiwurfquote ‡ | Adrian Smith     | Cincinnati Royals      | 90,3 % |
| Assists         | Guy Rodgers      | Chicago Bulls          | 908    |
| Rebounds        | Wilt Chamberlain | Philadelphia 76ers     | 1957   |

† 220 Körbe nötig. Chamberlain nahm 1150 Schüsse und traf 785 mal.

‡ 220 Freiwürfe nötig. Smith traf 343 von 380.

- Wilt Chamberlain stand mit 3682 Minuten in 81 Spielen am längsten auf dem Spielfeld.
- Mit 344 beging Joe Strawder von den Detroit Pistons die meisten Fouls. Er war mit 19 mal auch am häufigsten fouled out.
- Bis zur Saison 1968/69 wurden den Statistiken in den Kategorien „Punkte“, „Assists“ und „Rebounds“ die insgesamt erzielten Leistungen zu Grunde gelegt und nicht die Quote pro Spiel.[4]
- Rick Barry von den San Francisco Warriors hatte mit 2775 Punkten in 78 Spielen auch den besten Punkteschnitt der Saison mit 35,6 Punkten pro Spiel. Seine Wurfquote betrug 45,1 %.
- Wilt Chamberlains Wurfquote von 68,3 % bedeutete einen vorläufigen Rekord und den bis heute fünftbesten Wert. Er hatte in allein drei Spielen mit 18, 16 und 15 Feldtoren eine Quote von 100 %. Zwischen dem 17. und dem 28. Februar verwandelte er 35 Körbe in Folge ohne jeglichen Fehlwurf. Das gelang außer Chamberlain bislang niemandem in der NBA-Geschichte.
- Adrian Smith verwandelte die neunzehntmeisten Freiwürfe. Der Zweitplatzierte Rick Barry hatte mit den meisten Verwandlungen von 753 eine Freiwurfquote von 88,4 %, Teamkamerad Oscar Robertson bei 736 die viertbeste Quote von 87,3 %.
- Guy Rodgers von den Chicago Bulls gewährte 11,2 Assists pro Spiel. Oscar Robertson lag mit 845 bei 10,7 Assists pro Spiel auf dem zweiten Platz.
- Insgesamt kamen acht Spieler auf eine vierstellige Zahl an Rebounds. Wilt Chamberlains 1957 Abpraller bedeuteten eine Quote von 24,2 Rebounds pro Spiel. Bill Russell und Nate Thurmond kamen mit 1700 und 1382 auf die beiden weiteren Quoten von über 20 Rebounds pro Spiel (21,0 und 21,3 RpS).

## Playoffs-Baum
| Division-Halbfinals | Division-Halbfinals    | Division-Halbfinals |    |                         | Division-Finals | Division-Finals | Division-Finals |  |  | NBA-Finals | NBA-Finals | NBA-Finals |
|                     |                        |                     |    |                         |                 |                 |                 |  |  |            |            |            |
| W1                  | San Francisco Warriors | 3                   |    |                         |                 |                 |                 |  |  |            |            |            |
| W3                  | Los Angeles Lakers     | 0                   |    |                         |                 |                 |                 |  |  |            |            |            |
| W3                  | Los Angeles Lakers     | 0                   | W1 | San Francisco Warriors  | 4               |                 |                 |  |  |            |            |            |
| Western Division    |                        |                     | W1 | San Francisco Warriors  | 4               |                 |                 |  |  |            |            |            |
|                     | W2                     | St. Louis Hawks     | 2  |                         |                 |                 |                 |  |  |            |            |            |
| W2                  | W2                     | St. Louis Hawks     | 2  | St. Louis Hawks         | 3               |                 |                 |  |  |            |            |            |
| W2                  |                        |                     |    | St. Louis Hawks         | 3               |                 |                 |  |  |            |            |            |
| W4                  | Chicago Bulls          | 0                   |    |                         |                 |                 |                 |  |  |            |            |            |
| W4                  | Chicago Bulls          | 0                   | W2 | San Francisco Warriors  | 2               |                 |                 |  |  |            |            |            |
|                     |                        |                     |    | San Francisco Warriors  | 2               |                 |                 |  |  |            |            |            |
|                     | E1                     | Philadelphia Sixers | 4  |                         |                 |                 |                 |  |  |            |            |            |
| E4                  | E1                     | Philadelphia Sixers | 4  | New York Knickerbockers | 1               |                 |                 |  |  |            |            |            |
| E4                  |                        |                     |    | New York Knickerbockers | 1               |                 |                 |  |  |            |            |            |
| E2                  | Boston Celtics         | 3                   |    |                         |                 |                 |                 |  |  |            |            |            |
| E2                  | Boston Celtics         | 3                   | E2 | Boston Celtics          | 1               |                 |                 |  |  |            |            |            |
| Eastern Division    |                        |                     | E2 | Boston Celtics          | 1               |                 |                 |  |  |            |            |            |
|                     | E1                     | Philadelphia Sixers | 4  |                         |                 |                 |                 |  |  |            |            |            |
| E3                  | E1                     | Philadelphia Sixers | 4  | Cincinnati Royals       | 1               |                 |                 |  |  |            |            |            |
| E3                  |                        |                     |    | Cincinnati Royals       | 1               |                 |                 |  |  |            |            |            |
| E1                  | Philadelphia Sixers    | 3                   |    |                         |                 |                 |                 |  |  |            |            |            |

## Playoffs-Ergebnisse
Die Playoffs begannen am 21. März und wurden in der ersten Runde nach dem Modus „Best of Five“ ausgetragen, die Division-Finals und die NBA-Finals nach dem Modus „Best of Seven“. Da jede Division nun fünf Teilnehmer besaß, gab es für die Divisionssieger nicht länger ein Freilos in der ersten Runde, stattdessen wurden sie mit den Divisionsdritten gepaart und die Zweiten mit den Vierten.
Das Expansion Team der Chicago Bulls hatte es auf Anhieb in die Playoffs geschafft und begann seine Serie von 18 Auswärtsniederlagen in Folge, die erst 1973 abreißen sollte.
Wilt Chamberlain von den Philadelphia 76ers gewährte 135 Assists und errang 437 Rebounds. Rick Barry von den San Francisco Warriors erzielte 521 Punkte in der Postseason.
Nie gab es in einer Fünf-Spiele-Serie mehr Rebounds als Wilt Chamberlains 160 bei einer Quote von 32 Rebounds pro Spiel in den Eastern Division-Finals. Allein am 5. April errang er mit 41 die Rekordzahl einer Playoff-Begegnung. Gegen die Warriors gelangen ihm die meisten Rebounds einer Sechs-Spiele-Serie (171) sowie am 16. April die meisten einer Halbzeit (26). An jenem Tag wiederholten auch beide Teams die 169 Rekordrebounds der Warriors und Celtics vom 29. März 1960. Die Serie sah auch die meisten Punkte (747) sowie die meisten Punkte zweier Teams im ersten Viertel (84 im letzten Spiel der Serie). Warrior Tom Meschery leistete sich 33 persönliche Fouls wie Namensvetter Heinsohn 1958 gegen die Hawks und Rick Barry warf am 18. April 48 mal auf den Korb, sooft wie Chamberlain fünf Jahre zuvor (Stand: 2020).

### Eastern Division-Halbfinals
Boston Celtics 3, New York Knickerbockers 1

Dienstag, 21. März: Boston 140 – 110 New York

Sonnabend, 25. März: New York 108 – 115 Boston

Sonntag, 26. März: Boston 112 – 123 New York

Dienstag, 28. März: New York 109 – 118 Boston
Philadelphia 76ers 3, Cincinnati Royals 1

Dienstag, 21. März: Philadelphia 116 – 120 Cincinnati

Mittwoch, 22. März: Cincinnati 102 – 123 Philadelphia

Freitag, 24. März: Philadelphia 121 – 106 Cincinnati

Sonnabend, 25. März: Cincinnati 94 – 112 Philadelphia

### Western Division-Halbfinals
St. Louis Hawks 3, Chicago Bulls 0

Dienstag, 21. März: St. Louis 114 – 100 Chicago

Donnerstag, 23. März: Chicago 107 – 113 St. Louis

Sonnabend, 25. März: St. Louis 119 – 106 Chicago
San Francisco Warriors 3, Los Angeles Lakers 0

Dienstag, 21. März: San Francisco 124 – 108 Los Angeles

Donnerstag, 23. März: Los Angeles 102 – 113 San Francisco

Sonntag, 26. März: San Francisco 122 – 115 Los Angeles

### Eastern Division-Finals
Boston Celtics 4, Philadelphia 76ers 1

Freitag, 31. März: Philadelphia 127 – 113 Boston

Sonntag, 2. April: Boston 102 – 107 Philadelphia

Mittwoch, 5. April: Philadelphia 115 – 104 Boston

Sonntag, 9. April: Boston 121 – 117 Philadelphia

Dienstag, 11. April: Philadelphia 140 – 116 Boston

### Western Division-Finals
San Francisco Warriors 4, St. Louis Hawks 2

Donnerstag, 30. März: San Francisco 117 – 115 St. Louis

Sonnabend, 1. April: San Francisco 143 – 136 St. Louis

Mittwoch, 5. April: St. Louis 115 – 109 San Francisco

Sonnabend, 8. April: St. Louis 109 – 104 San Francisco

Montag, 10. April: San Francisco 123 – 102 St. Louis

Mittwoch, 12. April: St. Louis 107 – 112 San Francisco

## NBA-Finals

### Philadelphia 76ers vs. San Francisco Warriors
Sowohl San Francisco als auch Philadelphia stellten Rekorde auf. In keiner Sechs-Spiele-Finalserie wurden je 707 oder 747 Punkte erzielt oder jeweils 287 Körbe verwandelt. Rick Barry, der Chamberlains Nachfolge als Topscorer angetreten hatte, erzielte allein 245 Punkte. Nur Michael Jordan machte 1993 in sechs Spielen einen mehr. Die Kalifornier warfen 743 mal auf den Korb, allein durch Rick Barry 235 mal. Seine 48 Würfe am 18. April waren Spitze und resultierten in 22 Feldtoren, so vielen wie am 14. April 1962 bei Elgin Baylor. Die meisten Finalpunkte und meisten Körbe zweier Teams bei allerdings einer Verlängerung gab es am 14. April mit 276 Punkten und 112 Körben. 256 mal wurde auf den Korb geworfen, allein durch San Francisco 140 mal.
Die Serie sah auch die meisten Rebounds: 425 von den Sixers und 435 von den Warriors. Individuell waren Nate Thurmond (160) und Wilt Chamberlain (171) am erfolgreichsten in den sechs Spielen. Am 16. April gab es die meisten Rebounds eines Teams (93) und zweier Teams (169), aber auch die niedrigste Freiwurfquote mit 53,8 %. Im letzten Spiel bekamen die Sixers 64 mal einen Freiwurf zugesprochen.
Die Finalergebnisse:

Freitag, 14. April: Philadelphia 129 – 133 San Francisco (n. V.)

Sonntag, 16. April: Philadelphia 129 – 109 San Francisco

Dienstag, 18. April: San Francisco 106 – 120 Philadelphia

Donnerstag, 20. April: San Francisco 117 – 122 Philadelphia

Sonntag, 23. April: Philadelphia 117 – 121 San Francisco

Montag, 24. April: Los Angeles 123 – 115 Philadelphia
Die Philadelphia 76ers werden mit 4–2 Siegen nach der Meisterschaft von 1954/55 als Syracuse Nationals zum zweiten Mal und zum ersten Mal als Philadelphia 76ers NBA-Meister. Sixers-Coach Alex Hannum unterbrach mit diesem Championnat die Serie von Celtics-Meistertiteln zum zweiten Mal nach 1957/58 im selben Jahr, in dem Phil Jackson sein Debüt als Spieler der New York Knicks gab. Phil Jackson, der an 17. Stelle gedraftet worden war, sollte nach Alex Hannum der zweite NBA-Coach werden, der jemals den Meistertitel mit zwei unterschiedlichen Franchises gewinnen konnte.

## Die Meistermannschaft der Philadelphia 76ers
| Wilt Chamberlain, Larry Costello, Billy Cunningham, Hal Greer, Dave Gambee, Matt Guokas, Lucious Jackson, Wali Jones, Bill Melchionni, Chet Walker, Bob Weiss Head Coach Alex Hannum |